# Platydoris argo
Platydoris argo (Linnaeus, 1767) è un mollusco nudibranchio della famiglia Discodorididae.

## Descrizione
Corpo piatto, coriaceo, ovale, di colore rosso-marrone chiazzato in bianco opaco. Talvolta presenta una colorazione biancastra, poco rossa. Rinofori lamellari, ciuffo branchiale retrattile. Fino a 8 centimetri.

## Biologia
Si nutre di spugne.

## Distribuzione e habitat
Reperibile nell'Oceano Atlantico orientale, nel Mar Mediterraneo fino al Mar Jonio, da 0 a 50 metri di profondità su fondali rocciosi. Diffuso su barriere artificiali, nel Mar Ligure e in Sicilia.